# Lachnellula hyalina
Lachnellula hyalina är en svampart som beskrevs av Dharne 1965. Lachnellula hyalina ingår i släktet Lachnellula och familjen Hyaloscyphaceae.   Inga underarter finns listade i Catalogue of Life.